# Buřňák novozélandský
Buřňák novozélandský (Procellaria westlandica) je středně velký buřňákovitý mořský pták, který hnízdí pouze na Novém Zélandu. Známo je kolem 29 kolonií druhu, které se všechny nachází asi v 8 km dlouhém pásu buše u vesnice Punakaiki na Západním pobřeží Jižního ostrova. V době mimo hnízdění se buřňáci novozélandští vyskytují pouze na moři, a sice od východní Austrálie po jihozápadní Chile. Jedná se o ohrožený druh.

## Systematika
Druh poprvé popsal novozélandský ornitolog Robert Falla v roce 1946 jako Procellana parkinsoni westlandica. Falla byl tehdy ředitelem Canterburského muzea, když v říjnu roku 1945 dostal dopis od studentů ze školy v Barrytownu (severně od Greymouth, Západní pobřeží Jižního ostrova). Studenti slyšeli rádiový pořad o buřňácích temných, avšak všimli si, že chování místních buřňáků, které zkoumali v rámci školního projektu, bylo jiné. V listopadu 1945 pak studenti zaslali Fallovi mrtvý exemplář druhu. Roku 1946 Falla a další novozélandský ornitolog Edgar Stead přicestovali na Západní pobřeží, aby kolonii tamějších buřňáků lépe prozkoumal. Falla buřňáky nejdříve považoval za poddruh buřňáků černých (Procellaria parkinsoni). Nedlouho na to byl Fallův nově popsaný taxon uznán za samostatný druh Procellaria westlandica.
V jazyce domorodých Maorů je druh znám jako tāiko (toto jméno se používá i pro buřňáky černé).

## Výskyt
Buřňák novozélandský hnízdí pouze na jediné lokaci, a sice v hustých pobřežních lesích nedaleko vesnice Punakaiki na Západním pobřeží Jižní Ostrova Nového Zélandu. Mimo hnízdění tráví veškerý čas na moři, kde se vyskytuje od východního pobřeží Austrálie až po západní Chile. Pomocí geolokátorů bylo zjištěno, že buřňáci směřující po vyhnízdění k Chile, tuto ∼7000 km dlouhou cestu urazí za 4–7 dní. Návrat jim trvá o něco déle, 8–13 dní.
Celková populace se v roce 2018 odhadovala na cca 7900–13700 dospělých jedinců.

## Popis
Buřňák novozélandský je statný pták s výškou kolem 48 cm a váhou 1100 g. Všechno opeření je tmavě hnědočerné. 49 mm dlouhý zobák je žlutý s černou špičkou. Nohy jsou černé. Duhovka je tmavě hnědá.

## Biologie
Mimo dobu hnízdění se vyskytují převážně samostatně, avšak hlavně za rybářskými loděmi, kde se krmí na zbytcích ryb hozených zpět do moře, se objevují ve smíšených hejnech s jinými mořskými ptáky. Hlasově se projevuje hlučnými kvákacími a různými hýkacími zvuky, kterými se ozývají hlavně v koloniích.

### Hnízdění

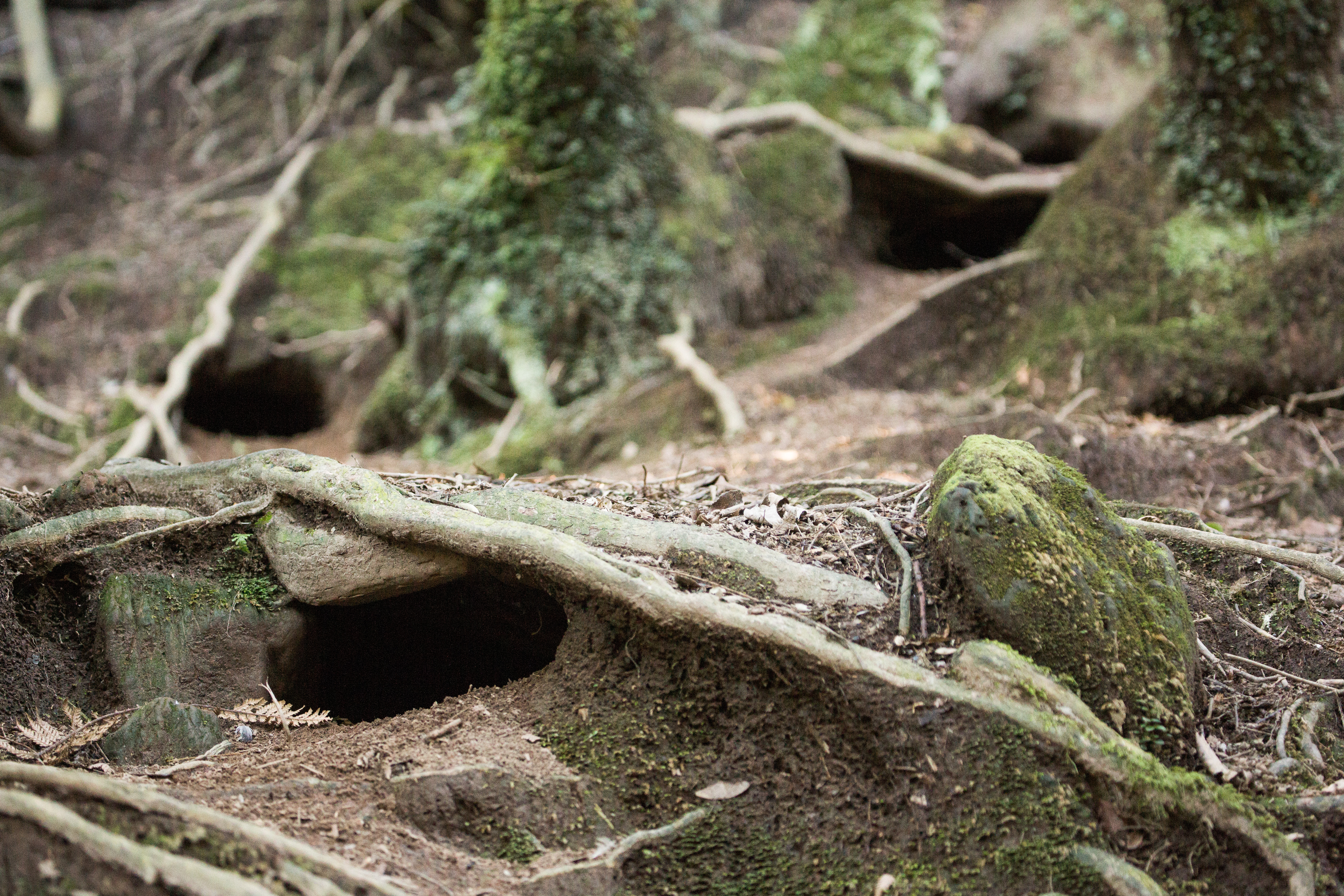
Hnízdní nory buřňáků novozélandských

Jedná se o jednoho z posledních druhů buřňákovitých ptáků, který stále hnízdí na novozélandské pevnině. Většina kolonií ostatních druhů buřňáků již z novozélandské pevniny vymizela následkem invazivních predátorů. Buřňák novozélandský ustál tlak predátorů díky své velikosti a agresivní povaze. Hnízdí v 1–2 m zemních norách v buši. Tyto nory si sám hloubí. Existuje 29 kolonií druhu. Během výzkumu z let 2002–2005 většina kolonií měla méně než 50 nor, 6 kolonií mělo 201–500 nor a 4 kolonie měly více než 1000 nor. Všechny nory se nachází na 8 km úseku novozélandské buše v podhůří Paparoa. Většina kolonií se nachází do 200 m n. m.

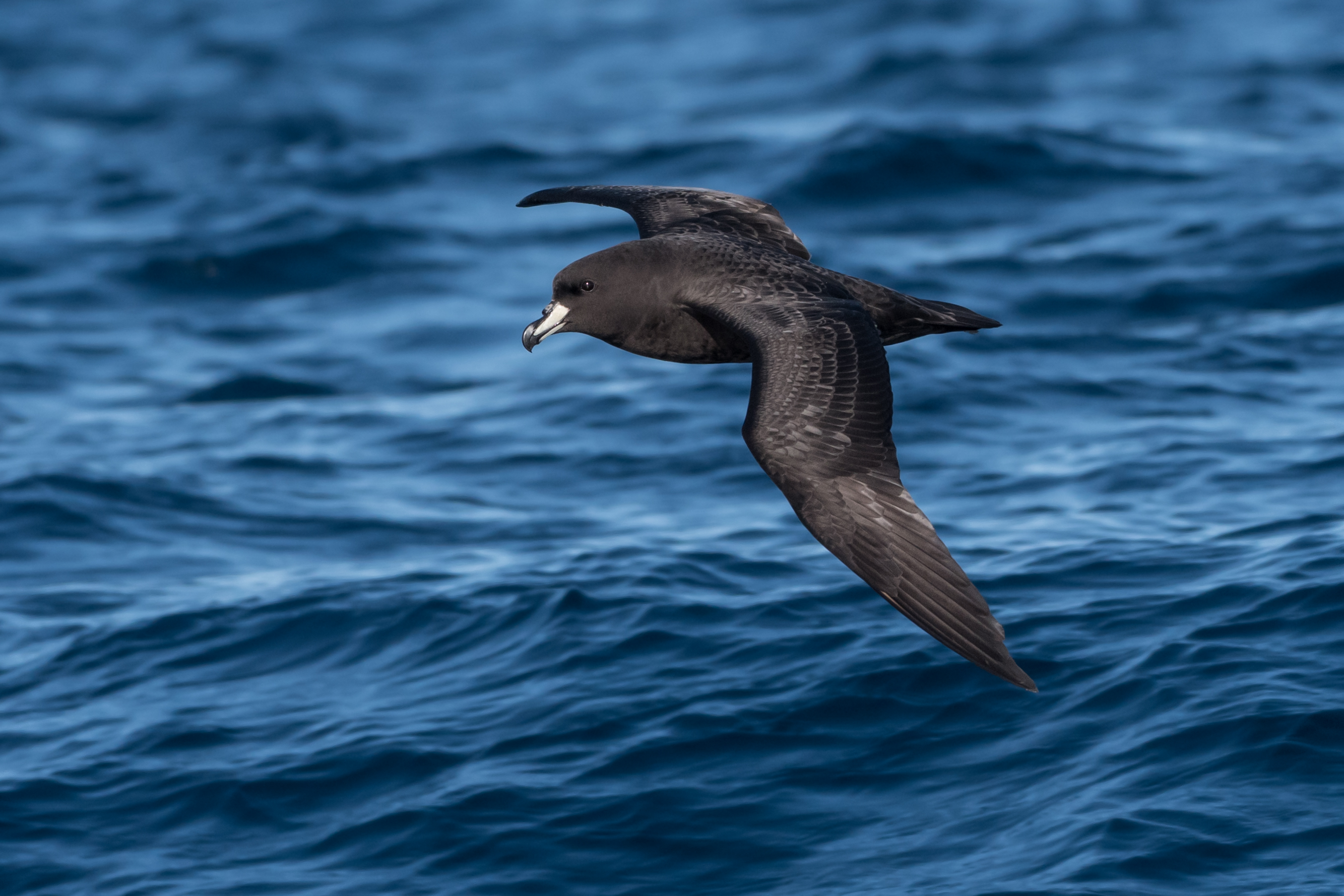
Buřňák novozélandský v letu

Buřňáci novozélandští hnízdní v zimě. Do svých hnízdních kolonií přilétají od poloviny února do dubna, kdy je na jižní polokouli podzim. Na počátku hnízdní sezóny nejdříve dochází k námluvám a čištěním nor. Tvoří dlouholeté monogamní páry. Vejce jsou kladena v února. Samice klade vždy jen jedno velké bílé vejce o rozměru 81×56 mm. Inkubace, která trvá kolem 64 dní, je sdílena oběma partnery. V prvních 2 týdnech po narození je ptáče střeženo rodiči, avšak poté je ponecháváno osamotě, zatímco rodiče shání na moři potravu. Rodiče donáší ptáčeti potravu každá 3 dny, avšak tento interval se s věkem ptáčete prodlužuje. Ve stáří kolem 4 měsíců dochází k vylétnutí z hnízda. Mladí buřňáci se rozletí na moře, kde tráví prvních několik let života, než se postupně začnou navracet do hnízdišť na Novém Zélandu.
K prvnímu zahnízdění dochází až kolem věku 10 let, avšak mladí jedinci se začínají vracet do kolonie již kolem věku 3 let. Může se dožít až 37 let. Buřňák novozélandský nezahnizďuje každý rok. Pokud se mu povede úspěšně zahnízdit 1–2 roky po sobě, je běžné, že následující hnízdní sezónu nezahnízdí, nicméně do kolonie přilétne. V kolonii v době hnízdění se tak typicky nachází více ptáků, kteří nehnízdí, než skutečných hnízdičů.

### Potrava

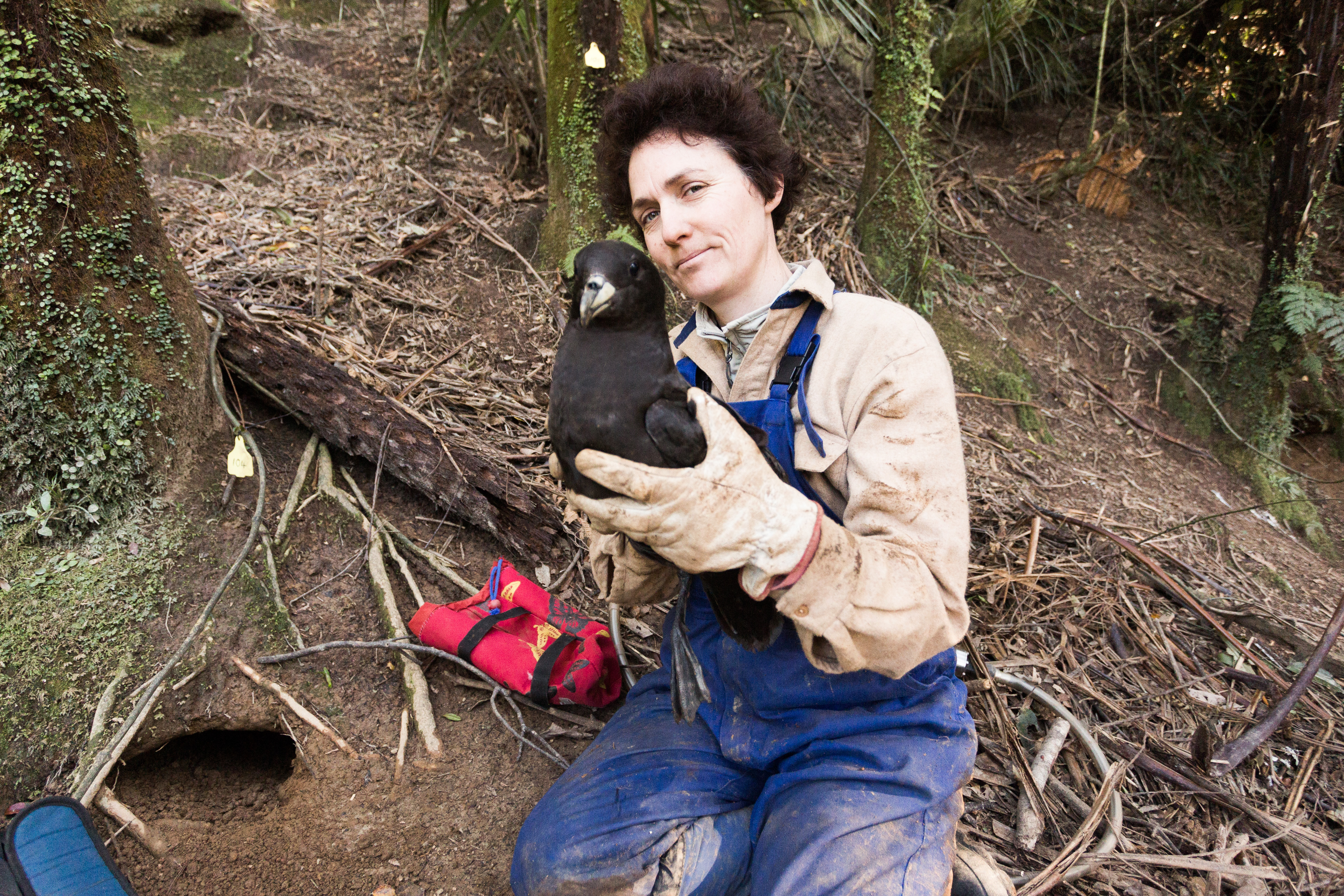
Ochranář při vážení a kroužkování buřňáků novozélandských

Ke sbírání potravy dochází ve dne i v noci. K hlavním potravním zdrojům patří ryby, částečně i krakatice a občas korýši ve stádiu planktonu. Během hnízdění buřňáci následují velké rybářské lodě lovící treskovníky novozélandské, jejíchž zbytky tvoří hlavní složku jídelníčku buřňáků v době hnízdění. Během sezení na vejcích buřňáci shání potravu hlavně podél Západního pobřeží Jižního ostrova a kolem Cookova průlivu. Potravu sbírají z hladiny oceánu, občas těsně pod ním. Dokáží se potopit až do 8 m hloubek.

## Ohrožení

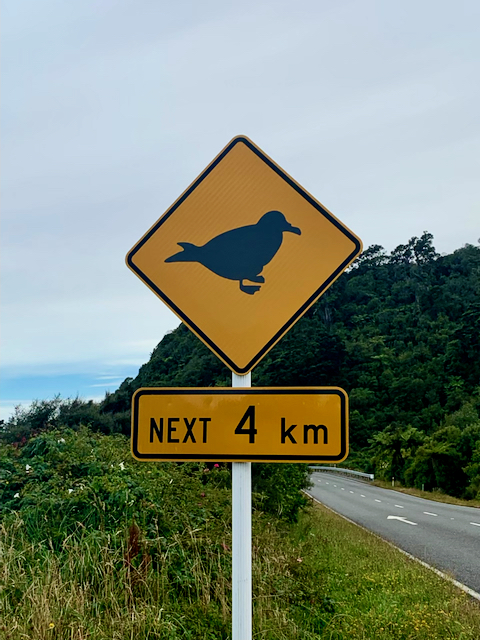
Dopravní značka u Punakaiki upozorňující na možnou přítomnost buřňáků novozélandských na silnici

Mezinárodní svaz ochrany přírody hodnotí buřňáka novozélandského jako ohrožený druh. Buřňák novozélandský je v ohrožení hlavně invazivními savci. Konkrétně se jedná o zdivočelá prasata, kočky a psy, kteří se vyskytují v regionu hnízdišť. Všichni tito savci mohou napadat buřňáky sedící na hnízdech a způsobit v kolonii velké škody. U kolonií se nachází i hranostaji, krysy a kusuové liščí, nicméně vzhledem k vysoké hnízdí úspěšnosti (65 %) i v jejich přítomnosti se nepředpokládá, že by způsobovali vážnější ohrožení. Vážnou hrozbu však představuje půdní eroze a tropické bouře. V roce 2014 cyklon Ita zničil či poničil až kolem poloviny kolonií. Druh ohrožují i pytláci; v roce 2011 bylo v kolonii buřňáků novozélandských nalezeno náčiní pytláků sloužící k vytáhnutí mláděte z nory. Podobně jako někteří jiní buřňáci (viz např. buřňák Huttonův), i buřňák novozélandský může být v noci přitahován světly nedalekých sídel, které mohou dezorientovat hlavně mladé ptáky. Na moři se buřňáci nezřídka stávají nechtěnými úlovky komerčních i rekreačních rybářů.

## Vztah k lidem
V minulosti docházelo ke sbírání mláďat ptáků z jejich hnízd k následné lidské konzumaci. Této aktivitě se říká v angličtině muttonbirding. V Punakaiki se každoročně v dubnu nebo květnu koná víkendový festival s názvem Tāiko festival, který oslavuje návrat buřňáků novozélandských do jejich hnízdišť. Festival začíná pozorováním buřňáků za soumraku a pokračuje živou hudbou a dalšími aktivitami. Buřňáky novozélandské je možné pozorovat díky místní ekoturistické společnosti, která pořádá výlety do jedné z jejich kolonií, která se nachází na soukromém pozemku.